# Li, Ngawa
Li, också känt som Lixian, är ett härad i den tibetanska autonoma prefekturen Ngawa i Sichuan-provinsen i sydvästra Kina.